# Rabinja
Rabinja is een onbewoonde nederzetting in de gemeente Slunj in de Kroatische provincie Karlovac.